# Scomberomorus commerson
Scomberomorus commerson är en fiskart som först beskrevs av Lacepède, 1800.  Scomberomorus commerson ingår i släktet Scomberomorus och familjen makrillfiskar. IUCN kategoriserar arten globalt som nära hotad. Inga underarter finns listade i Catalogue of Life.